# Pozdrav svijetu
"Pozdrav svijetu" (tradução portuguesa: "Olá mundo!") foi a canção que representou a antiga Jugoslávia no Festival Eurovisão da Canção 1969, interpretada em servo-croata por Ivan e banda 3M (constituída por Branko Marušić, Saša Sablić e Željko Ružić). Foi a primeira canção a ser interpretada na noite do evento, antes da canção luxemburguesa "Catherine", interpretada por Romuald. Terminou a competição em 13.º lugar, recebendo um total de 5 pontos.

## Autores
- Letra e música:  Milan Lentić
- Orquestração:    Miljenko Prohaska

## Letra
A canção é uma balada, na qual Ivan e a banda acompanhante saúdam as pessoas de todo o mundo, desejando um "bom dia" em várias línguas; castelhano, alemão, francês, inglês, neerlandês, italiano, russo e finlandês. Terminando a canção apelando a todas as pessoas para que "juntem as suas mãos de amizade saudando o mundo) e desejando outra vez "Bom dia!".

## Versões
Esta canção teve uma versão em castelhano intitulada "Saludos al mundo".